# Nephtheidae

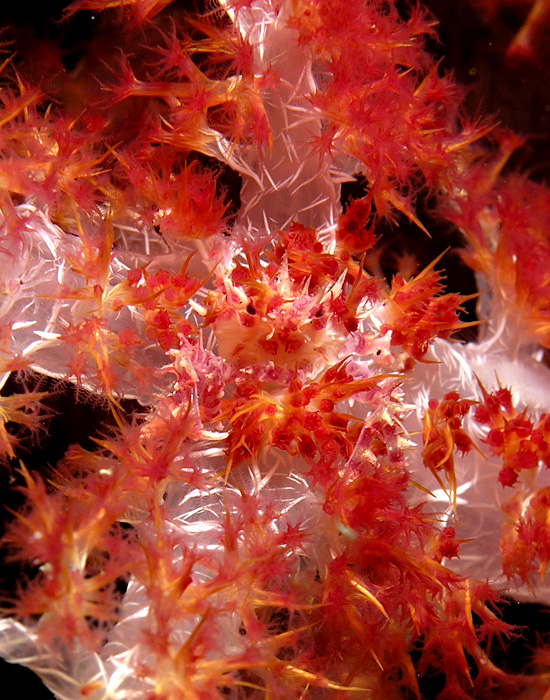
Espículas (blancas) y pólipos (rojos) de un ejemplar de Nephtheidae

Nephtheidae es una familia de corales marinos que pertenecen al orden Alcyonacea, dentro de la clase Anthozoa. 
Enmarcados comúnmente entre los corales blandos, ya que carecen de esqueleto, como los corales duros del orden Scleractinia, por lo que no son corales hermatípicos. 
Forman colonias de pólipos, unidos por una masa carnosa de cenénquima, o tejido generado por ellos. Para darle consistencia, al carecer de esqueleto, su tejido contiene espículas de calcita dispuestas en grupos. 
Son octocorales que comparten la característica de tener mayoritariamente pólipos no retráctiles, presentando formas arborescentes o arbustivas, con tallo y ramificaciones. Mucho más delicados y con menos coenenchyma, o tejido común de la colonia, que sus parientes de la familia  Alcyoniidae.
La familia tiene géneros zooxantelados y azooxantelados. 
Habitan en aguas templadas y tropicales, con especies que viven en aguas someras y soleadas, al nivel de superficie, hasta otras localizadas a 325 m de profundidad.

## Géneros
El Registro Mundial de Especies Marinas incluye los siguientes géneros en la familia:
- Capnella. Gray, 1869
- Chondronephthya. Utinomi, 1960
- Chromonephthea. van Ofwegen, 2005
- Coronephthya. Utinomi, 1966
- Dendronephthya. Kuekenthal, 1905
- Drifa. Danielssen, 1886
- Duva. Koren & Danielssen, 1883
- Eunephthya. Verrill, 1869
- Gersemia. Marenzeller, 1877
- Lemnalia. Gray, 1868
- Leptophyton. van Ofwegen & Schleyer, 1997
- Litophyton. Forskål, 1775
- Neospongodes. Kükenthal, 1903
- Pacifiphyton. Williams, 1997
- Paralemnalia. Kükenthal, 1913
- Pseudodrifa. Utinomi, 1961
- Scleronephthya. Studer, 1887
- Stereonephthya Kükenthal, 1905
- Umbellulifera. Thomson & Dean, 1931

Especies reclasificadas por sinonimia:
- Nephthea Audouin, 1828 aceptada como Litophyton Forskål, 1775
- Nephthya Ehrenberg, 1834 aceptada como Nephthea Audouin, 1828 aceptada como Litophyton Forskål, 1775
- Nephtya Van Beneden, 1867 aceptada como Nephthea Audouin, 1828 aceptada como Litophyton Forskål, 1775
- Spongodes aceptada como Dendronephthya Kuekenthal, 1905